# Megamind

Megamind este un film 3D de animație, cu super-eroi și de comedie, regizat de Tom McGrath, produs de DreamWorks Animation și distribuit de Paramount Pictures. Filmul a avut premiera în data de 10 decembrie 2010, în România, în timp ce a în Statele Unite în Digital 3D, IMAX 3D și 2D a fost lansat pentru public pe 28 noiembrie în același an.

## Acțiune
Super-răufăcătorul Megamind este implicat într-o constantă luptă antipodică  pentru dominație cu supereroul MetroMan în Orașul MetroCity.Această saga a început încă din pruncie,de când au ajuns pe pământ. Însă,din nefericire pentru actantul eponim,MetroMan pare că a avut dintotdeauna câte un avantaj asupra sa. 

## Personaje și voci
- Will Ferrell -Megamind
- Tina Fey -Roxanne Ritchi
- Jonah Hill -Tighten
- David Cross -Minion
- Brad Pitt -Metroman
- Justin Theroux -tatăl lui Megamind
- Ben Stiller -Bernard
- Tom McGrath -Lord Scott
- Stephen Kearin -primar
- Jessica Schulte -mama lui Megamind
- Emily Nordwind -Lady Scott

## Coloană sonoră
1. Hans Zimmer și Lorne Balfe - Giant Blue Head
2. Hans Zimmer și Lorne Balfe - Tightenville (Hal's Theme)
3. George Thorogood and the Destroyers - Bad to the Bone
4. Hans Zimmer și Lorne Balfe - Stars and Tights
5. Hans Zimmer și Lorne Balfe - Crab Nuggets
6. Elvis Presley - A Little Less Conversation (Junkie XL Remix)
7. Hans Zimmer și Lorne Balfe - Mel-On-Cholly
8. Hans Zimmer și Lorne Balfe - Ollo
9. Hans Zimmer și Lorne Balfe - Roxanne's Theme
10. Gilbert O'Sullivan - Alone Again (Naturally)
11. Hans Zimmer și Lorne Balfe - Drama Queen
12. Hans Zimmer și Lorne Balfe - Rejection in the Rain
13. Minnie Riperton - Lovin' You
14. Hans Zimmer și Lorne Balfe - Black Mamba
15. Hans Zimmer și Lorne Balfe - Game Over
16. Hans Zimmer și Lorne Balfe - I'm the Bad Guy
17. Hans Zimmer și Lorne Balfe - Evil Lair

Alte cântece folosite în film:
- AC/DC - Back in Black
- AC/DC - Highway to Hell
- Ozzy Osbourne - Crazy Train
- Electric Light Orchestra - Mr. Blue Sky
- AC/DC - T.N.T.
- Guns N' Roses - Welcome to the Jungle
- Teddybears - Cobrastyle
- Wilson Pickett - In the Midnight Hour
- Michael Jackson - Bad

1. ↑  SA, Imedia Plus Group, Exclusiv! Vezi doar pe Cinemagia primele cinci minute din Megamind, cu dublaj în română!, Cinemagia
2. 1 2  Box Office Mojo, accesat în 13 mai 2022
3. ↑  Box Office Mojo, accesat în 7 martie 2019
4. ↑  Megamind (în engleză), Rotten Tomatoes, TODO_MISSING Verificați datele pentru: |date= (ajutor)